# Paolo Benanti
Paolo Benanti (Roma, 20 de juliol de 1973) és un prevere, teòleg i acadèmic italià del Tercer Ordre Regular de Sant Francesc. És professor a la Pontifícia Universitat Gregoriana i assessor del Papa Francesc en temes d'intel·ligència artificial i ètica tecnològica.

## Biografia
Nascut a Roma el 20 de juliol de 1973, fill de l'enginyer Angelo Benanti i de la professora Andreina Albani. El 1986 la seva família es va traslladar a Frascati.

### Formació
Després d'haver madurat la seva vocació, l'any 1999 va abandonar la universitat i va ingressar al Tercer Ordre Regular de Sant Francesc, al convent de Massa Martana, on va passar l'any de prova i el noviciat. El 16 de setembre de 2001 vesteix l'hàbit franciscà. Va ser ordenat sacerdot el 23 de maig de 2009. Va exercir com a primer conseller general i fiscal general de l'Ordre per al sexenni 2013-2019. En els seus estudis de batxillerat en teologia a l'Institut Teològic d'Assís (2001-2006) va tenir com a professor al moralista Giovanni Cappelli.
A la Pontifícia Universitat Gregoriana va obtenir la llicència el 2008 i el doctorat en teologia moral el 2012. La seva tesi doctoral tituladaThe Cyborg. Corpo e corporeità nell'epoca del postumano, (Els cyborgs, Cos i corporalitat en l'era posthumana) va guanyar el Premi Belarmino - Vedovato com a millor tesi doctoral en ètica pública i social de 2012.
El 2013 i 2014 va anar a estudiar a la Universitat de Georgetown (Washington) on va assistir als cursos de The Intensive Bioethics Course al Joseph P. and Rose F. Kennedy Institute of Ethics de la mateixa universitat.

### Activitat
Des de l'any 2008 treballa com a professor a la Pontifícia Universitat Gregoriana, l'Institut Teològic d'Assís i al Col·legi Pontifici Leoni d'Anagni. A més dels cursos institucionals de moral sexual i bioètica, s'ocupa de temes de neuroètica, ètica de les tecnologies, intel·ligència artificial i intel·ligència posthumana. A partir del 2015 intenta aplicar i desenvolupar un marc ètic per a les intel·ligències artificials desenvolupant els conceptes d'algorisme i algocràcia. A partir del 2020 en col·laboració amb Sebastiano Maffettone, filòsof polític, explora la dimensió vital, relacional, social i comunicativa, laboral i econòmica, vista com el resultat d'una interacció, amb implicacions ètiques complexes, entre els recursos que ofereix la realitat virtual i interactiva i l'existència social i individual. Aquest camí el porta al reconeixement de la creació d'una realitat híbrida, entre la utopia i la distopia, que pren el nom de paraferno. Aquests conceptes s'estudien en profunditat a través d'una sèrie d'editorials signats conjuntament entre els dos autors publicats al Corriere della sera.
L'1 de desembre de 2017 va ser inclòs al grup de treball d'Intel·ligència Artificial per ajudar l'Agència per a Itàlia Digital a preparar un primer informe de síntesi per identificar les possibles recomanacions que el govern italià, i l'administració pública en general, puguin adoptar en els propers anys. El 2018 el grup va publicar el llibre blanc L'Intelligenza Artificiale al servizio del cittadino: sfide e opportunità (La intel·ligència artificial al servei dels ciutadans: reptes i oportunitats)..
El 28 de juny de 2018 Vincenzo Paglia el va nomenar membre corresponent de la Pontifícia Acadèmia per a la Vida amb un mandat particular per al món de les intel·ligències artificials. Entre 2017 i 2021 participa a un programa sobre vida digital a Rai 1, presentat per Barbara Carfagna.
El 27 de desembre de 2018 fou seleccionat pel Ministeri de Desenvolupament Econòmic com a membre del grup de trenta experts que desenvoluparan l'estratègia nacional sobre intel·ligència artificial i l'estratègia nacional sobre tecnologies basades en llibres de llibres compartits i blockchain.
El febrer de 2019 va ser nomenat Ministre Provincial de la Província religiosa de Sant Francesc d'Assís del Tercer Orde Regular de Sant Francesc després d'una assemblea convocada a Assís.
El 4 de novembre de 2019 el Papa Francesc el nomena Conseller de la Penitenciaria Apostòlica (el dicasteri més antic de la Cúria i el primer dels tribunals de la Cúria Romana). L'11 de novembre de 2019 el Pontífex el nomena Consultor del Pontifici Consell per a la Cultura el regent del qual és el cardenal Gianfranco Ravasi i que té com a objectiu "fomentar les relacions entre la Santa Seu i el món de la cultura, promovent especialment el diàleg amb les diferents cultures". del nostre temps, perquè la civilització de l'home estigui cada cop més oberta a l'Evangeli, i que els amants de la ciència, la literatura i les arts se sentin reconeguts per l'Església com a persones al servei del veritable, del bo i del bell».
El 12 de febrer de 2021 va ser nomenat pel Papa Francesc com a membre ordinari de la Pontifícia Acadèmia per a la Vida.

## Obres
- Human in the loop. Decisioni umane e intelligenze artificiali, Mondadori Università, Milano, 2022
- La grande invenzione. Il linguaggio come tecnologia, dalle pitture rupestri al GPT-3, San Paolo, Cinisello Balsamo, 2021
- Vedere l'alba dentro l'imbrunire. Scenari plausibili dopo il COVID-19, Castelvecchi, 2020
- Ricordare troppo. Eccessi di memoria da Borges alle neuroscienze, Marietti, 2020
- Digital Age. Teoria del cambio d'epoca. Persona, famiglia e società, San Paolo 2020
- Oráculos: entre ética e governança dos algoritmos, Editora Unisinos, 2020
- Se l’uomo non basta. Speranze e timori nell’uso della tecnologia contro il Covid-19, Castelvecchi, 2020.
- Homo Faber. The Techno-Human condition, EDB, 2018.
- Realtà sintetica. Dall'aspirina alla vita: come ricreare il mondo?, Castelvecchi, 2018.
- Le macchine sapienti, Marietti, 2018.
- Oracoli. Tra algoretica e algocrazia, Luca Sossela Editore, 2018.
- Postumano, troppo postumano. Neurotecnologie e human enhancement, Castelvecchi, 2017.
- L'hamburger di Frankenstein. La rivoluzione della carne sintetica, EDB, 2017.
- Ti esti? Prima lezione di bioetica, Cittadella, 2016.
- La condizione tecno-umana. Domande di senso nell’era della tecnologia, EDB, 2016.
- Amerai!, Cittadella, 2014.
- Massimo Reichlin – Paolo Benanti, Il doping della mente. Le sfide del potenziamento cognitivo farmacologico, Messaggero, 2014.
- The Cyborg: corpo e corporeità nell’epoca del postumano, Cittadella, 2012.
- Vivere il morire. Spunti per l’antropologia biomedica, Cittadella, 2009.